# Nemejtův kříž
Nemejtův kříž je drobná sakrální památka na území obce Suchý Důl (okres Náchod) u cesty do obce Slavný.

## Historie
Kříž nechal postavit v roce 1885 Antonín Nemejta, statkář v čísle popisném 21, který byl v letech 1892–1901 starostou Suchého Dolu. Kříž stojí u cesty zvané Trhovice, která vede ze Suchého Dolu do obce Slavný. Název cesty odkazuje k tomu, že touto cestou chodili broumovští trhovci na středeční trhy v Polici nad Metují.

## Popis
Jednoduchý hranolový pískovcový podstavec má v horní části nápis v rámečku s novogoticku kružbou:
A kdož nebeře
kříže svého a
nenásleduje
mne není i mne
hoden.

Tento nápis je citace Matoušova evangelia Mt 10, 38 (Kral, ČEP)

V dolní části je v kosočtvercovém rámečku donátorský nápis:
Nákladem
Antonína a Františky
Nemejtových
r[oku]. 1885.

Vlastní kříž není původní. Původní kříž byl zničen během zemědělských prací v druhé polovině 20. století. Nový kříž je žulový a údajně pochází z místního hřbitova.